# Godfried van Hoei

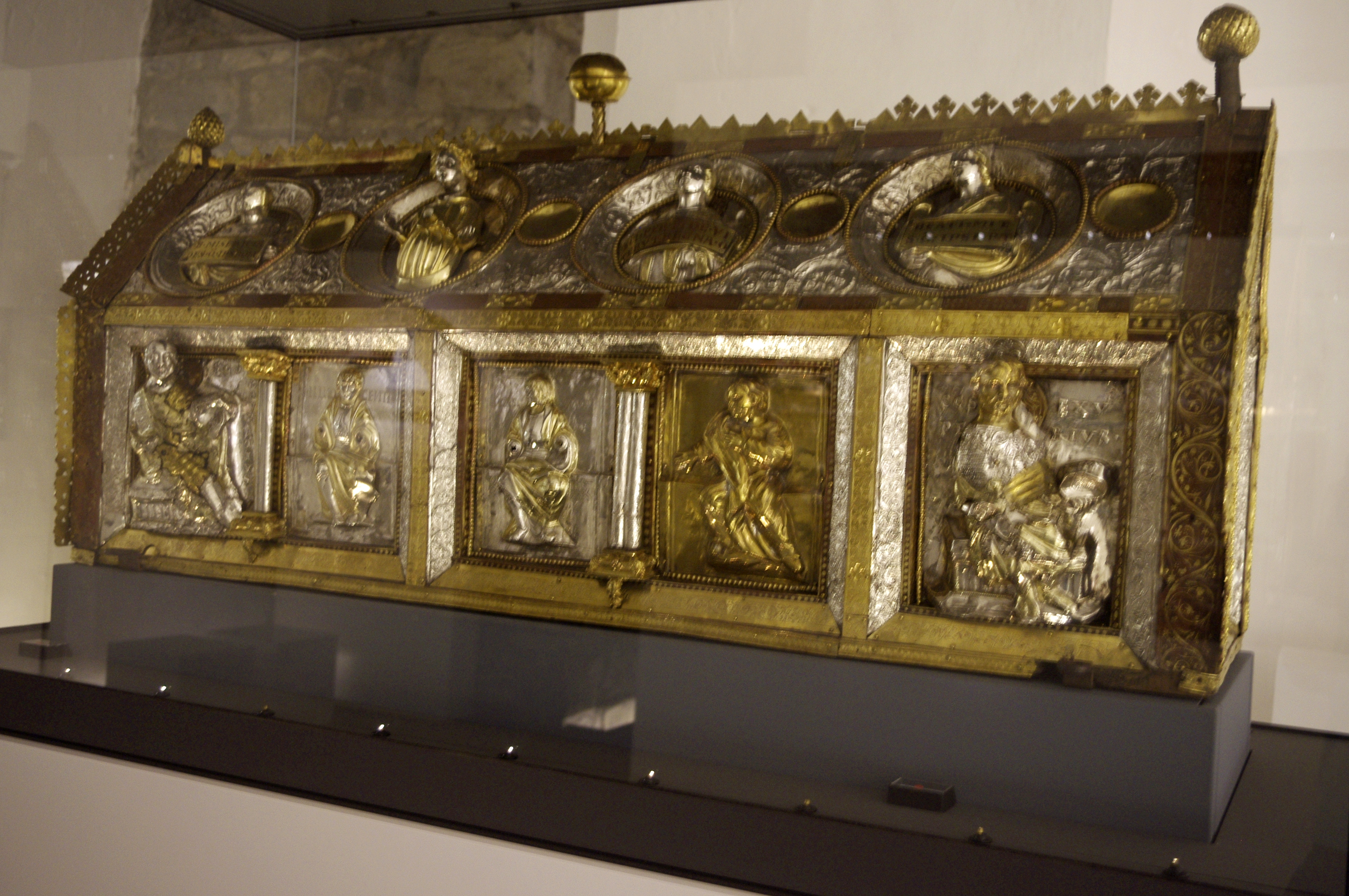
Mengoldschrijn, Onze-Lieve-Vrouwkerk, Hoei

Godfried van Hoei (Frans: Godefroid de Huy, ook wel Godefroid de Claire) (ca. 1100 - ca. 1173) was een Zuid-Nederlands edelsmid en emaillewerker. De kroniekschrijver Gilles d'Orval van de abdij van Orval schreef in zijn werk Gesta pontificum dat "Godfried, inwoner van Hoei, in zijn tijd de beste, de nauwkeurigste en meest bedreven meester der edelsmeedkunst van de wereld was."

## Leven
Over het leven van Godfried van Hoei zijn zeer weinig feiten bekend en bestaan destemeer veronderstellingen. Gezien het toevoegsel 'Van Hoei' bij zijn naam, mag worden aangenomen dat hij geboren werd of in elk geval een deel van zijn leven actief was in de stad Hoei, in het prinsbisdom Luik. Zijn actieve periode lag waarschijnlijk tussen 1130 en 1170. Het is mogelijk dat Godfried van Hoei zijn opleiding kreeg bij Reinier van Hoei. Door sommigen is geopperd dat hij zijn opleiding kreeg bij Eilbertus aan de Sint-Pantaleonkerk in Keulen. Ook zou hij tussen 1144 en 1147 bij Abt Suger in de abdij van Saint-Denis gewerkt hebben. Wellicht is Godfried ook de aurifex G. (goudsmid G.), die in 1148 in dienst was van Wibald van Stavelot (abt van Stavelot) en waarmee deze een briefwisseling onderhield. Door sommige kunsthistorici is geopperd dat hij mogelijk de leermeester was van Nicolaas van Verdun, de beroemdste edelsmid onder de Maaslandse kunstenaars.
In 1173, na een afwezigheid van 27 jaar, zou hij zijn teruggekeerd naar de streek rondom Hoei en zijn ingetreden in de Abdij van Neufmoustier. Daar werd hij omstreeks 1240 gememoreerd in een necrologie.

## Werk
De Duitse kunsthistorica Renate Kroos schreef in 1985 dat het oeuvre van Godfried van Hoei bij elke nieuwe publicatie in de 19e en 20e eeuw verder leek uit te dijen, waardoor er een ware Künstlerlegende ontstond, maar dat er, behalve aanvechtbare kunsthistorische overwegingen, vrijwel geen historisch bewijsmateriaal voor al deze toeschrijvingen bestaat. Godfried van Hoei was met zekerheid de schepper van een tweetal reliekschrijnen in de Onze-Lieve-Vrouwkerk van Hoei: het Domitianusschrijn en het Mengoldschrijn. Het Domitianusschrijn is vóór juni 1173 gereedgekomen, want toen werden de relieken van de heilige bisschop van Maastricht Domitianus van Hoei in het nieuwe schrijn bijgezet. Het andere schrijn bevat de relikwieën van de martelaar Meingold. Beide schrijnen zijn in de loop der tijden ingekort (thans 132 x 39 x 62 cm) en in vrij slechte conditie behouden, met 15e en 17e-eeuwse reparaties en aanvullingen.
Een ander mogelijk werk van Godfried van Hoei (of zijn atelier) is de reliekhouder in de vorm van een portretbuste van paus Alexander I in de collectie van de Koninklijke Musea voor Kunst en Geschiedenis in Brussel. Ook de fragmenten van een processiekruis in het Museum Schnütgen in Keulen worden aan dit atelier toegeschreven. Het driedelige draagaltaar van Stavelot met relieken van het Heilig Kruis, oorspronkelijk in de abdij van Stavelot, thans in de kunstverzameling John Pierpont Morgan in New York, wordt zowel aan Godfried van Hoei als aan een onbekende Meester van het Stavelot-triptiek toegeschreven. Verder was hij mogelijk verantwoordelijk voor enkele andere schrijnen in het Maas-Rijngebied: het Hadelinusschrijn in Wezet, de Noodkist van Sint-Servaas in Maastricht, het Heribertschrijn in Keulen-Deutz en een gevelstuk van het Odaschrijn uit Amay, dat zich thans in het British Museum bevindt.

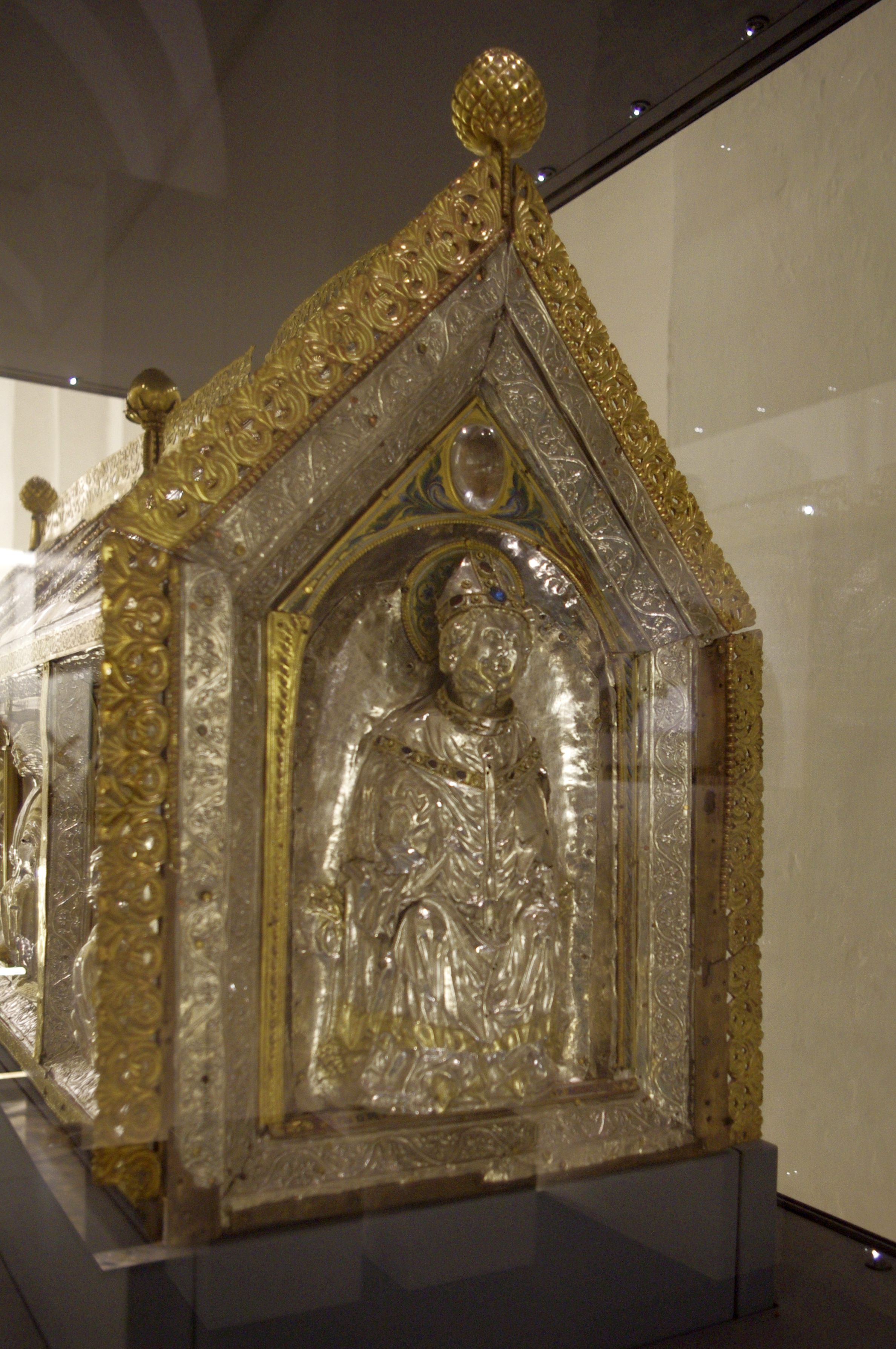
Domitianusschrijn, Hoei
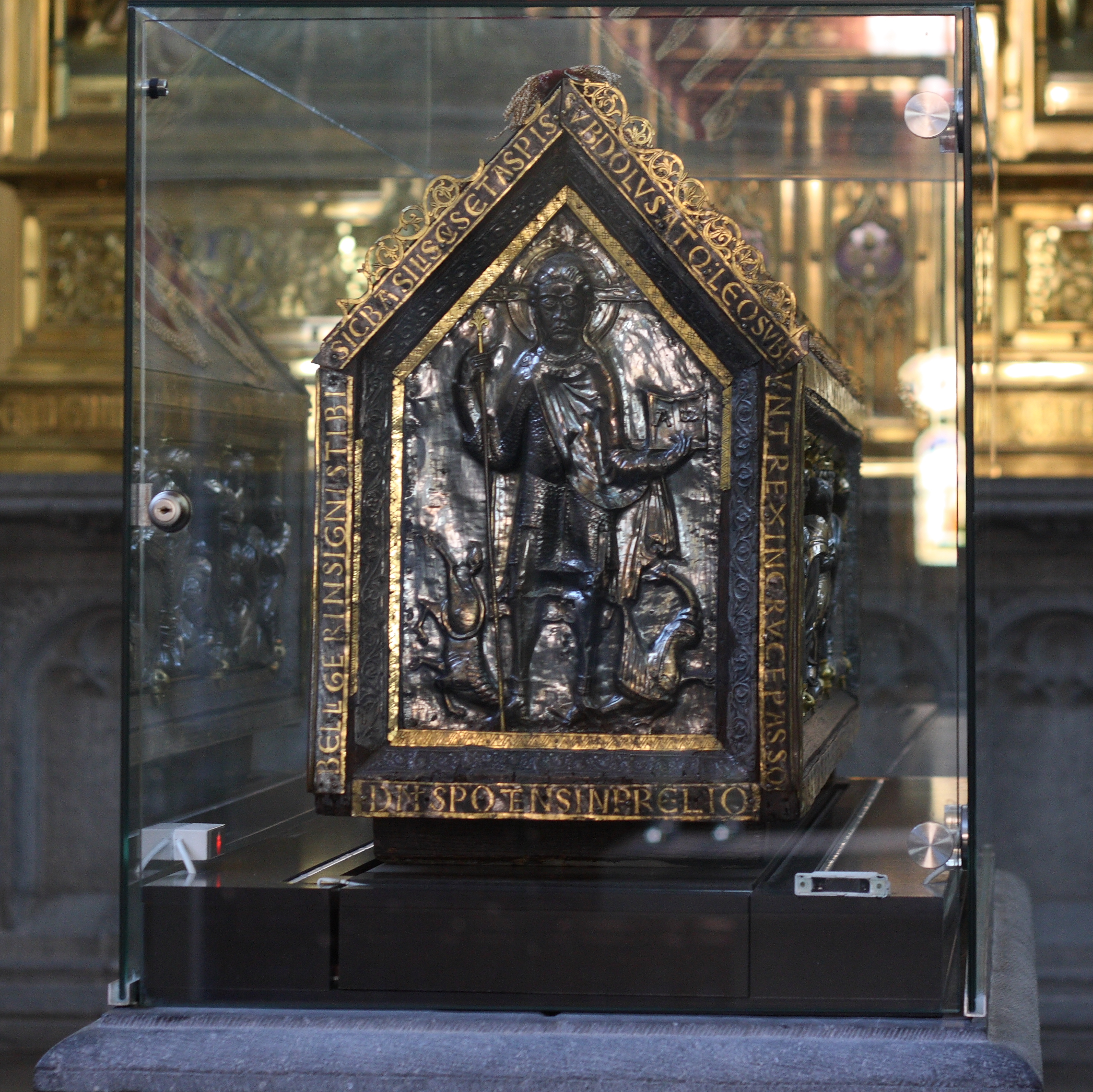
Hadelinusschrijn, Visé
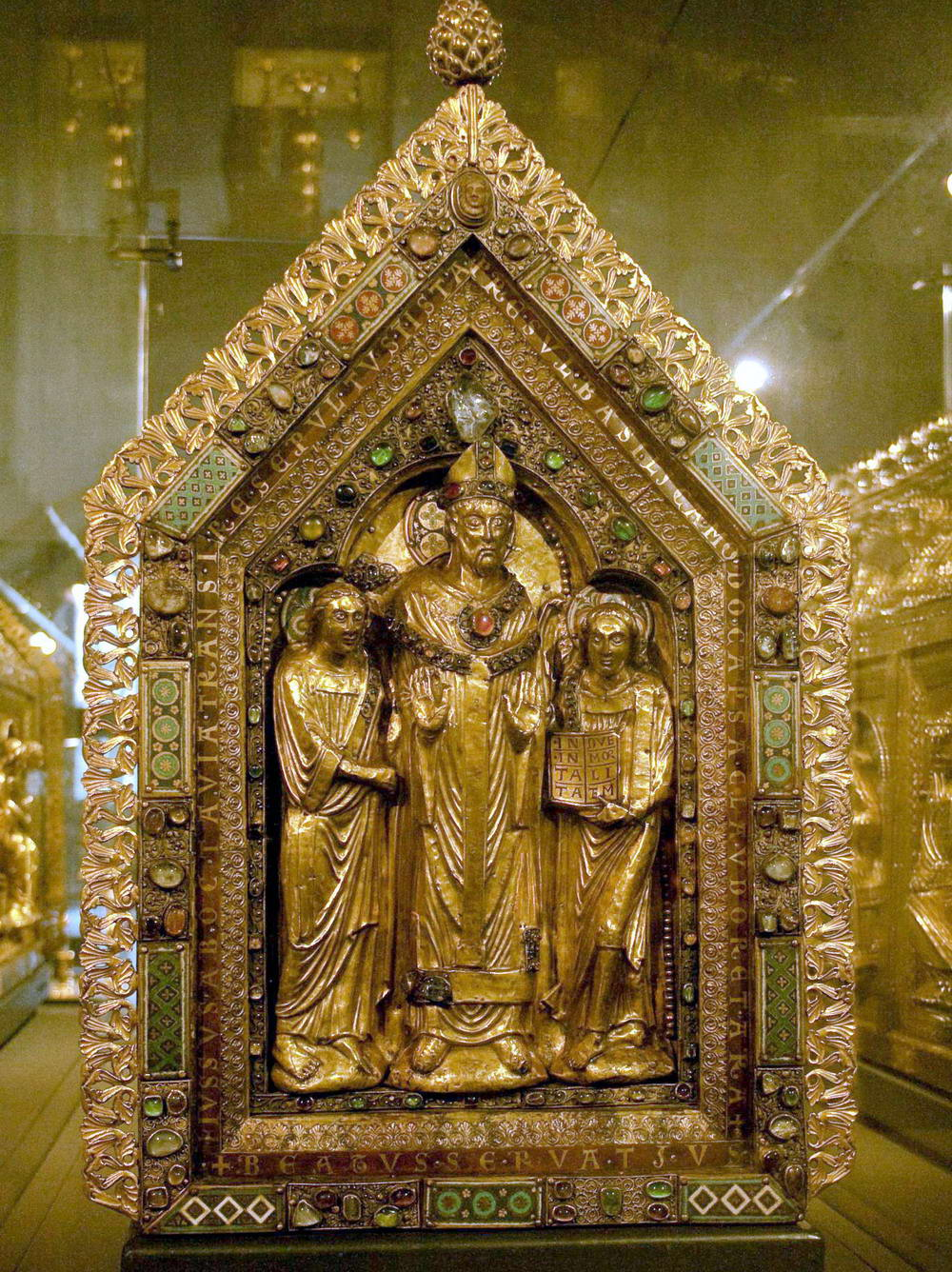
Noodkist, Maastricht
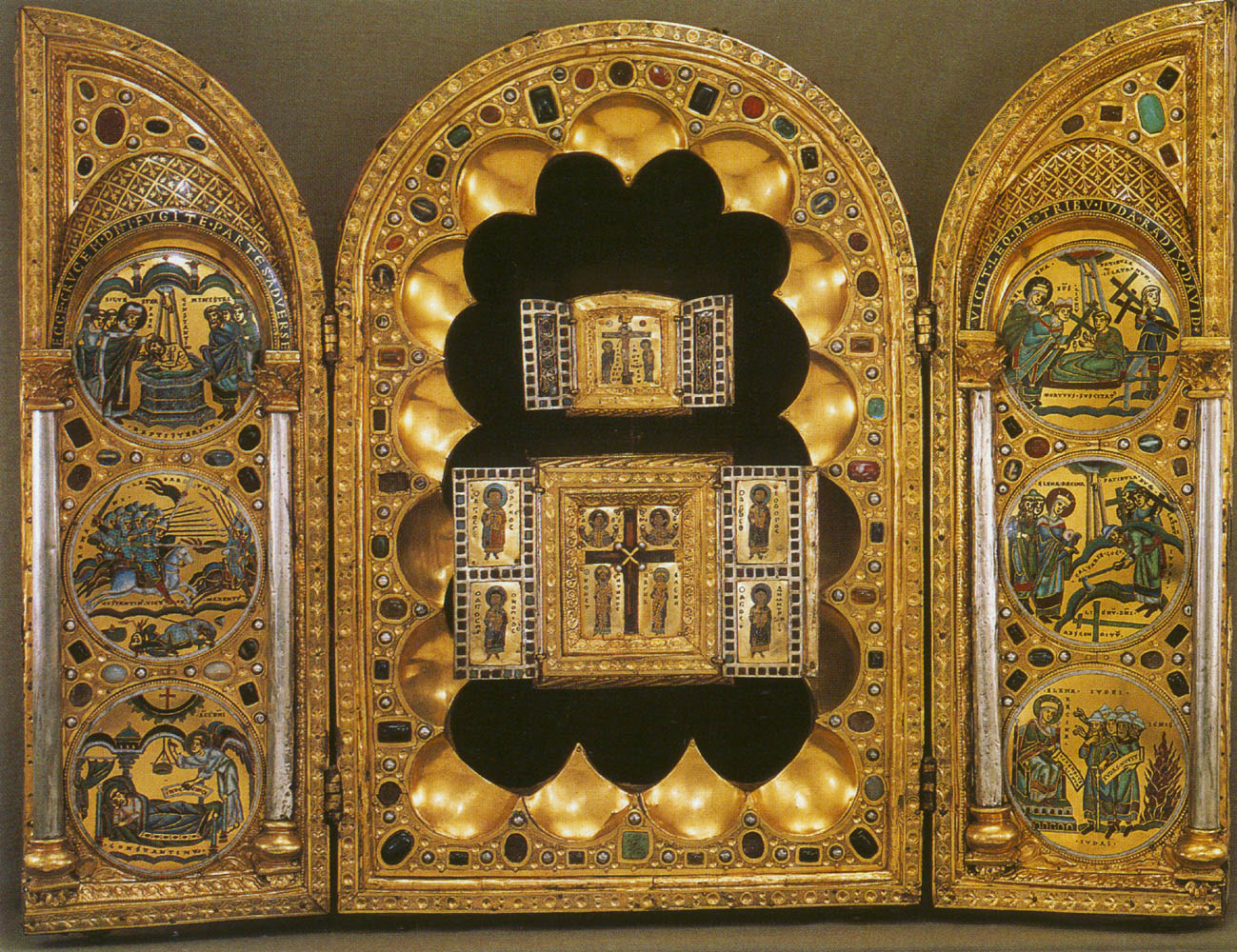
Triptiek van Stavelot

- Gemeinsame Normdatei: 1045016845
- RKD-Nederlands Instituut voor Kunstgeschiedenis: 363686
- Union List of Artist Names: 500116244
- Virtual International Authority File: 96543165
- WorldCat: E39PBJrC9Mb7dYdYTwvdYfRtKd